# بارانا، توكانتينز
بارانا (المعروفة سابقًا باسم ساو جواو دا بالما ) بلدية في ولاية توكانتينز في المنطقة الشمالية من البرازيل.